# بايرون وايت
بايرون وايت (بالإنجليزية: Byron White)‏ (و. 1917 – 2002 م)هو ضابط، ومحامي، وقاضي من الولايات المتحدة الأمريكية . ولد في فورت كولنز، كولورادو .
وهو عضو في الحزب الديمقراطي الأمريكي .
توفي في دنفر، كولورادو .بسبب ذات الرئة .

## التعليم
تعلم في جامعة كولورادو بولدر، وكلية ييل للحقوق.

## جوائز
حصل على جوائز منها وسام الحرية الرئاسي.

## روابط خارجية
- بايرون وايت على موقع الموسوعة البريطانية (الإنجليزية)
- بايرون وايت على موقع إن إن دي بي (الإنجليزية)
- بايرون وايت على موقع مرجع كرة القدم المحترفة.كوم (الإنجليزية)
- بايرون وايت على موقع قاعة كولورادو للمشاهير الرياضية (الإنجليزية)